# Oligacanthorhynchus oligacanthus
Oligacanthorhynchus oligacanthus är en hakmaskart som först beskrevs av Rudolphi 1819.  Oligacanthorhynchus oligacanthus ingår i släktet Oligacanthorhynchus och familjen Oligacanthorhynchidae. Inga underarter finns listade i Catalogue of Life.